# ベルヌーイ分布
ベルヌーイ分布（英: Bernoulli distribution）とは、数学において、確率 p で 1 を、確率 q = 1 − p で 0 をとる、離散確率分布である。ベルヌーイ分布という名前は、スイスの科学者ヤコブ・ベルヌーイに因んでつけられた名前である。
X をベルヌーイ分布に従う確率変数とすれば、確率質量関数は
{\displaystyle P(X=1)=p,\qquad P(X=0)=q=1-p}
である。これを
{\displaystyle P(X=k)=p^{k}(1-p)^{1-k}\qquad (k=0,1)}
と一括することもできる。確率変数 X の平均は p, 分散は pq = p(1 − p) である。
ベルヌーイ分布は指数型分布族の一つである。